# Булевар Холивуд
Булевар Холивуд је булевар у Холивуду, Лос Анђелес, Калифорнија, САД. Простире се од Булевара сумрака на истоку, до Авенија Вермонт на сјеверозападу, гдје се исправља усљед Булевара Лаурел Кањона. Западно од Булевара Лаурел Кањона су мале стамбене улице у брдима, које се завршавају на ”Паркингу заласка сунца”. Источни дио Булевара Холивуд пролази кроз квартове: Мала Јерменија и Тајландски ”Град”. 
Позната улица је носила има Авенија Поспект од 1887. до 1910. када је град Холивуд припојен Лос Анђелесу. 1958. у Булевару Холивуд је настала Холивудска стаза славних, која се простире од улице Говер до Авеније Ла Бреа. Прва звијезда је постављена 1960. као признање уметницима који раде у индустрији забаве. Џоана Вудвард је прва особа која је добила своју звијезду. На Холивудској стази славних постоји више од 2000 звијезда петокрака са познатим именима филма, музике. Славне личности попут Мајкла Џексона, Боба Марлија, Линде Еванс, Мата Дејмона, Нила Армстронга, База Олдрина, Волта Дизнија, Чарлија Чаплина имају своју звијезду.
У Холивуду је 1999. отворено продужење метроа Црвена линија.